# Майорова, Нина Ивановна
Ни́на Ива́новна Майо́рова (10 ноября 1936, д. Крупец, Добрушский район, БССР, СССР — 31 мая 2015, там же, Добрушский район, Гомельская область, Белоруссия) — доярка колхоза «Белоруссия» Добрушского района Гомельской области Белорусской ССР, Герой Социалистического Труда (1966).

## Биография
Родилась 10 ноября 1936 года в деревне Крупец Добрушского района БССР (ныне в Гомельской области Белоруссии) в семье крестьян. По национальности белоруска.
Окончила местную школу-семилетку, с подругами уехала в город, подрабатывала на стройках, затем вернулась домой. В 1950 году трудоустроилась дояркой на ферме колхоза «Белоруссия» Добрушского района. В 1963 году надоила по четыре тысячи килограммов молока в среднем от каждой коровы, что стало большим достижением. Вскоре, вступив в социалистическое соревнование с наставницей Прасковьей Болюновой, победила, надоив почти по пять тонн молока от коровы в среднем.
Указом Президиума Верховного Совета СССР от 22 марта 1966 года «за достигнутые успехи в развитии животноводства, увеличении производства и заготовок мяса, молока, яиц, шерсти и другой продукции» удостоена звания Героя Социалистического Труда с вручением ордена Ленина и золотой медали «Серп и Молот».
Окончила заочное отделение Речицкого зооветеринарного техникума. В 1970 году трудоустроилась зоотехником колхоза «Беларусь».
Жила в агрогородке Крупец, где умерла 31 мая 2015 года, похоронена на местном кладбище.

## Награды
Награждена орденом Ленина (22.03.1966), медалями.

## Память
- Одна из экспозиций в музее боевой и трудовой славы Речицкого аграрного колледжа посвящена Н. И. Майоровой, окончившей данное учебное заведение[3].